# Carol Reed
Carol Reed (30. prosince 1906 Londýn – 25. dubna 1976 Londýn) byl anglický filmový režisér.
Jeho otec Herbert Beerbohm-Tree byl významný herec. Zpočátku se Carol snažil jít v jeho stopách, a tak roku 1923 nastoupil k divadelní společnosti Dame Sybil Thorndike a stal se divadelním hercem. Později se dostal k filmu, když začal dělat asistenta režiséra Edgara Wallace, po jeho smrti pak Basila Deana. V roce 1935 natočil svůj první vlastní celovečerní film, dobrodružnou podívanou Midshipman Easy. K prvnímu vrcholu jeho kariéry však došlo až po druhé světové válce, kdy v krátké době vychrlil své nejoceňovanější filmy: snímek Štvanec (1947) získal historicky první cenu BAFTA za nejlepší britský film, rok na to dostal stejnou cenu jeho snímek Padlý idol. Film Třetí muž z roku 1949 sice hattrick nedovršil, ale získal Zlatou palmu v Cannes a navíc ho Britský filmový institut mnohem později zvolil nejlepším britským filmem 20. století. Padlý idol a Třetí muž byly navíc nominovány na Oscara. Z jeho pozdějších filmů získala největší uznání adaptace špionážního románu Grahama Greena Náš člověk v Havaně (1959), klasická Vzpoura na Bounty s Marlonem Brandem z roku 1962, historický film Ve službách papeže o malíři Michelangelovi s Charltonem Hestonem v hlavní roli (1965) a zejména pak adaptace románu Chalese Dickense Oliver Twist. Tímto muzikálem s názvem Oliver! Reedova kariéra vyvrcholila, film získal šest Oscarů, včetně toho za režii a nejlepší film. S velkým plátnem se Reed rozloučil roku 1972 romantickou komedií Soukromý detektiv.